# تيشيكو كينغ
تيشيكو كينغ ناشطة بيئية أسترالية، ترجع أصولها إلى جزيرة يورك الواقعة في جزر مضيق توريس في أستراليا. وهي مديرة الحملة في شبكة شباب السكان الأصليين للمناخ وشاركت في مؤتمر الأمم المتحدة للتغير المناخي 2021 في غلاسكو، حيث مثلت أيضًا منظمة جزيرة مضيق توريس، باسم «جزرنا موطننا».

## حياتها المبكرة
كينغ، أسترالية من السكان الأصليين، من كولكاليغ، جزيرة ماسيغ (جزيرة يورك) ولها روابط عائلية قوية في جزيرة بادو وأيضًا في مضيق توريس. غادرت منزلها لتلتحق بمدرسة داخلية في سن مبكرة ونشأت في مدينة تعدين، وشاهدت تأثير التعدين على المُلاك التقليديين. بعد عام واحد من الدراسة الجامعية، تركت الجامعة وعملت في منتجع في جزيرة موريتون، شمال شرق بريزبان، مما عزز حبها للمحيط. تأثر قرارها بممارسة مهنتها كعالمة أحياء بحرية بإعصار هاميش في 2009 والذي تسبب في أضرار لسفينة إم في باسيفيك أدفنشرر، مما أدى إلى انسكاب الوقود وحاويات نترات الأمونيوم في بحر المرجان، والتي جرفتها المياه على الشاطئ في جزيرة موريتون والمناطق المحيطة. كانت كينغ جزءًا من طاقم التنظيف في جزيرة موريتون، مما مكنها من رؤية الأضرار التي لحقت بالساحل والحياة البحرية مباشرة.

## وصلات خارجية
- كينغ في مقابلة خلال مؤتمر الأمم المتحدة للتغير المناخي